# Ледь (приток Тёши)
Ледь — река в России, протекает в Вачском и Навашинском районах Нижегородской области. Устье реки находится в 35 км по правому берегу реки Тёша. Длина реки составляет 20 км, площадь бассейна — 102 км².
Исток реки около села Берёзовка в 14 км к юго-западу от посёлка Вача. Река течёт на юго-запад, затем поворачивает на юг. Верхнее течение находится в Вачском районе, нижнее — в Навашинском. Всё течение проходит по ненаселённому лесному массиву. Приток — ручей Ледь (левый). Впадает в Тёшу выше деревни Горицы.

## Данные водного реестра
По данным государственного водного реестра России относится к Окскому бассейновому округу, водохозяйственный участок реки — Тёша от истока и до устья, речной подбассейн реки — Бассейны притоков Оки от Мокши до впадения в Волгу. Речной бассейн реки — Ока.
По данным геоинформационной системы водохозяйственного районирования территории РФ, подготовленной Федеральным агентством водных ресурсов:
- Код водного объекта в государственном водном реестре — 09010300212110000030878
- Код по гидрологической изученности (ГИ) — 110003087
- Код бассейна — 09.01.03.002
- Номер тома по ГИ — 10
- Выпуск по ГИ — 0